# 今出川晴季
今出川晴季（日语：／ Imadegawa Harusue），又名菊亭晴季（日语：／ Kikutei Harusue，1539年—1617年5月3日），是日本安土桃山時代與江戶時代前期的公卿。
菊亭家又稱今出川家，是藤原北家的支流，世代以為皇室演奏琵琶為業。晴季是左大臣今出川公彥之子，生於天文八年（1539年）。初名實維，天文十四年（1545年）元服後改名晴季。天文十七年（1548年），敘任從三位，列身為公卿之一。天正七年（1579年）昇內大臣，天正十三年（1585年）昇從一位右大臣。
晴季因為與豐臣秀吉關係親密，在織田信長過世後，秀吉成為天下人，為了得到征夷大將軍的位子，便由晴季出面，希望能讓秀吉做足利義昭的義子，但是遭到義昭的拒絕。於是放棄幫他當上將軍的工作，改讓他任關白一職，即在朝廷間斡旋、調停的職役。由此看來，晴季在朝廷內是相當受到重視的，而後來他也將女兒嫁給秀吉的外甥，即其養子關白、家督豐臣秀次。然而在文祿四年（1595年）八月，秀次因有謀反嫌疑被囚至高野山，後來自殺身亡，妻妾子女都被殺害。受到秀次事件的牽連，晴季因此失勢，被流放到越後。
第二年慶長元年（1596年），晴季獲得赦免，返回京都。慶長三年（1598年）秀吉去世，同年十二月，晴季回任右大臣。慶長八年（1603年）正月，辭去右大臣之職。元和三年（1617年）三月二十八日卒，享年七十九歲。法名景光院月叟常空，墓在京都上京區的上善寺。

## 系譜
- 父：今出川公彥
- 母：不詳
- 妻：不詳
  - 男子：今出川季持（1575-1596）
  - 男子：日桓
  - 男子：長圓
  - 女子：一之台（豐臣秀次室）[2]
  - 女子：秋元修理亮室
  - 女子：矢島秀行室
  - 養子：堯圓 - 阿野道怡的兒子[3]

## 腳註
1. ↑  有些學者認為豐臣秀吉並不曾要求成為足利義昭的養子。
2. ↑  《系圖纂要》作教行寺佐榮的正室
3. ↑  《系圖纂要》

| 今出川晴季                         |                                                                 |                                    |
| 貴族爵位和頭銜                     |                                                                 |                                    |
| 前任： 今出川公彥                  | 菊亭家當主 1578年－1617年                                       | 繼任： 今出川季持                  |
| 官衔                               |                                                                 |                                    |
| 前任： 三條西實枝                  | 內大臣 1579年2月22日－1580年3月6日 1580年8月18日－1580年12月9日 | 繼任： 德大寺公維                  |
| 前任： 德大寺公維                  | 內大臣 1579年2月22日－1580年3月6日 1580年8月18日－1580年12月9日 | 繼任： 近衛信輔                    |
| 空缺上一位持有相同頭銜者：二條昭實 | 右大臣 1585年4月9日－1595年8月30日 1599年1月15日－1603年1月     | 空缺下一位持有相同頭銜者：自己     |
| 空缺上一位持有相同頭銜者：自己     | 右大臣 1585年4月9日－1595年8月30日 1599年1月15日－1603年1月     | 空缺下一位持有相同頭銜者：德川家康 |
| 军职                               |                                                                 |                                    |
| 空缺上一位持有相同頭銜者：久我晴通 | 右大將 1554年9月18日－1558年3月27日                             | 繼任： 久我通興                    |
| 前任： 西園寺公朝                  | 左大將 1558年3月27日－1575年12月3日                             | 繼任： 九條兼孝                    |